# Mary Blair
Mary Blair   (McAlester, 21 d'octubre de 1911 - Soquel, 26 de juliol de 1978), nascuda com a Mary Robinson, va ser una artista americana prominent produint art i animació per l'Empresa de Walt Disney, dibuixant art conceptual per pel·lícules com Alícia al país de les meravelles, Peter Pan, Cançó del Sud i La Ventafocs. Blair creà també dissenys de personatges per atraccions com It's a Small World (és un Món Petit) a Disneyland, la escena de festa a El Rio del Tiempo al pavelló de Mèxic a la Mundial Showcase d'Epcot, i un mosaic enorme dins el Contemporary Resort de Disney. Molts dels seus llibres il·lustrats per nens de la dècada dels 50 segueixen sent editats, com I Can Fly (Puc Volar) de Ruth Krauss. Blair va ser inclosa al grup prestigiós de Llegendes de Disney l'any 1991.

## Biografia
Nascuda el 21 d'octubre de 1911, a McAlester, Oklahoma, Mary Browne Robinson va traslladar-se a Texas sent encara era una nena petita, i més tard a la ciutat de Morgan Hill, Califòrnia a principis dels anys 20. Després de graduar-se a la Universitat Estatal de San José a la que va assistir del 1929 al 1931, Mary va guanyar una beca al Institut d'Art Chouinard a Los Angeles, on artistes com Pruett Carter, Morgan Russell i Lawrence Murphy n'eren professors. Es va graduar de Chouinard el 1933. El 1934 poc després de la universitat, va casar-se amb un altre artista, Lee Everett Blair (1 d'octubre del 1911 – 19 d'april del 1993). Va ser la cunyada de l'animador Preston Blair (1908–95). Juntament amb el seu marit Lee, va esdevenir membre de l'Escola de Califòrnia d'Aquarel·la i ràpidament es va fer conèixer com una imaginativa colorista i dissenyadora.

## Carrera
La primera feina professional de Mary en la indústria d'animació va ser com a animadora a Metro-Goldwyn-Mayer. Aviat ho deixà i es va unir a Lee Blair a l'estudi Ub Iwerks abans d'anar a Disney.
Mary Blair va unir-se la Companyia de Walt Disney el 1940 i va treballar breument a art per Dumbo, una versió primerenca de La dama i el rodamón, i una segona versió de Fantasia titulada "Baby Ballet" que no va ser estrenada fins a finals dels 90.
Després de deixar l'estudi per un temps curt el 1941, Mary va viatjar a diversos països sud-americans amb Walt Disney, Lillian Disney i altres artistes en una gira de recerca. Les aquarel·les que Mary va pintar, van fer que Walt l'assignés com a supervisora d'art per les pel·lícules d'animació Saludos Amigos i The Three Caballeros.
El 1943, Mary va començar animació i disseny de color en pel·lícules importants, i continuaria treballant en pel·lícules d'animació per Disney durant una dècada sencera. Tanmateix, la seva feina amb l'animació no va acabar allà, ja que després d'allò, va treballar en diverses pel·lícules antològiques, excloent Fun and Fancy Free (Las aventuras de Bongo, Mickey y las judías mágicas, a Espanya), i en dos pel·lícules parcialment animades - Song of the South (Cançó del Sud) i So Dear to My Heart (Tan estimat al meu cor). Els inicis dels 50 va ser una època ocupada per l'Estudi de Disney, amb una pel·lícula d'animació estrenada gairebé cada any. Mary Blair va ser acreditada amb "color styling" (estil de color) a La Ventafocs (1950), Alícia al país de les meravelles (1951) i Peter Pan (1953), i la influència artística del seu art conceptual està fortament present en aquestes pel·lícules, així com en diversos curtmetratges, incloent Susie the Little Blue Coupe (Susie el petit Coupe blau) i The Little House (La petita casa), que va dissenyar durant aquell període.

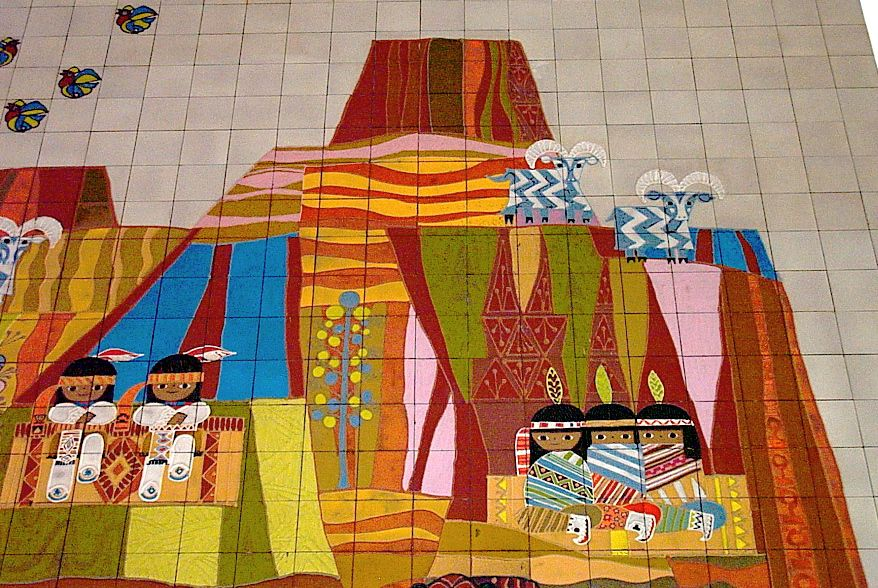
.

Després de la conclusió de Peter Pan, Mary Blair va dimitir de Disney i va treballar com a il·lustradora i dissenyadora gràfica autònoma, creant campanyes publicitàries per empreses com ara Nabisco, Pepsodent, Maxwell House, Beatrice Foods i altres. També va il·lustrar diversos Little Golden Books de l'editorial Simon & Schuster, alguns del qual encara s'imprimeixen actualment, a més també va dissenyar decorats de Nadal i de Pasqua per la Radio City Music Hall. Blair no només va treballar en animació i disseny gràfic sinó també com a dissenyadora per Bonwit Teller i va crear decorats per escenaris teatrals.
A petició de Walt Disney, que tenia en alta consideració el seu sentit innat en l'estil de color, Blair va començar a treballar en la nova atracció de Disney, "It's a Small World". Originalment un pavelló patrocinat per Pepsi beneficiant UNICEF a la Fira Mundial de Nova York de 1964, l'atracció es va traslladar a Disneyland després que la Fira tanqués i més tard es va replicar al Magic Kingdom al Walt Disney World Resort així com a Tokyo Disneyland, Disneyland Paris i Hong Kong Disneyland. It's a Small World es convertiria en una experiència única per la gent amb els seus talls asimètrics, colors xocants i edificis deformats.
Maria Blair va crear murals que s'exhibeixen en els parcs de Disney, hotels i altres atraccions de Disney, des de Califòrnia fins a Florida. Aquests murals no només van ser pintats sinó que alguns van ser fets de rajola rajola. El 1967, Blair va crear un mural artístic pel Passeig de Tomorrowland. Dos murals de rajola similars flanquejaven el passadís d'entrada. El mural sobre Adventure Thru Inner Space (aventura a través de l'espai interior) va ser cobert el 1987 amb l'obertura d'una altra atracció, Star Tours, metre que l'altre mural es va mantenir fins 1998, quan l'atracció Circle-Vision 360° va ser substituïda per Rocket Rods i es va dissenyar un altre mural per reflectir el nou tema. El seu mural de 27 metres d'alçada segueix sent un punt focal al Hotel Disney's Contemporary Resort a Walt Disney World, el qual va ser completat per a la opertura del resort el 1971.
El 1968, Blair va ser acreditada com a dissenyadora de color a la versió cinematogràfica de How To Succeed In Business Without Really Trying (Com tenir èxit en els negocis sense ni tan sols intentar-ho). Amb el temps Blair va acabar traslladant-se a Washington per la carrera militar del seu matrit Lee Blair i després tornà al seu estudi casolà a Long Island, Nova York.
Mary Blair va tornar a traslladar-se a Califòrnia i va morir d'una hemorràgia cerebral a Soquel el 26 de juliol del 1978.

## Filmografia
En les pel·lícules que Mary Blair va treballar s'inclouen:
- How to Succeed in Business Without Really Trying (1967)
- Donald Duck Visits Lake Titicaca (1955)
- Peter Pan (1953)
- Alícia al país de les meravelles (1951)
- La Ventafocs (1950)
- The Adventures of Ichabod and Mr. Toad (1949)
- So Dear to My Heart (1948)

Blair també va fer d'escriptora per:
- Walt Disney's Wonderful World of Color
- Once Upon a Wintertime
- Melody Time (1948)
- Song of the South (1948)
- Make Mine Music (1946)
- Health for the Americas: Cleanliness Brings Health (1945)
- The Three Caballeros (1944)
- Saludos Amigos (1942)

## Llegat
Mentre que les belles arts que va crear fora de la seva assossiació amb Disney i la seva feina com a il·lustradora no són molt conegudes, el seu audaç i innovador disseny de color encara serveix com inspiració per molts dels dissenyadors i animadors d'avui dia.
El 21 d'octubre de 2011 es va crear un Google Doodle per commemorar el centenari del seu neixament. Aquest Doodle mostrava una imatge d'una il·lustradora dibuixada a l'estil en que Mary Blair podria haver-se dibuixat a si mateixa, envoltada dels senzills patrons i formes que van caracteritzar el seu conegut dibuix.
A Mary Blair se li atribueix haver introduït estils d'art modern a Walt Disney i als seus estudis utilitzant colors primaris per formar contrasts intensos i colors que són antinaturals per a la imatge que estan representant.
El 1991, Blair va ser recunaguda amb un premi Llegendes de Disney pòstum. També de manera pòstuma, va rebre el premi Windsor McCay de la ASIFA-Hollywood el 1996 junt amb dos altres animadors de Disney.